# Tiêu bản (sinh vật)

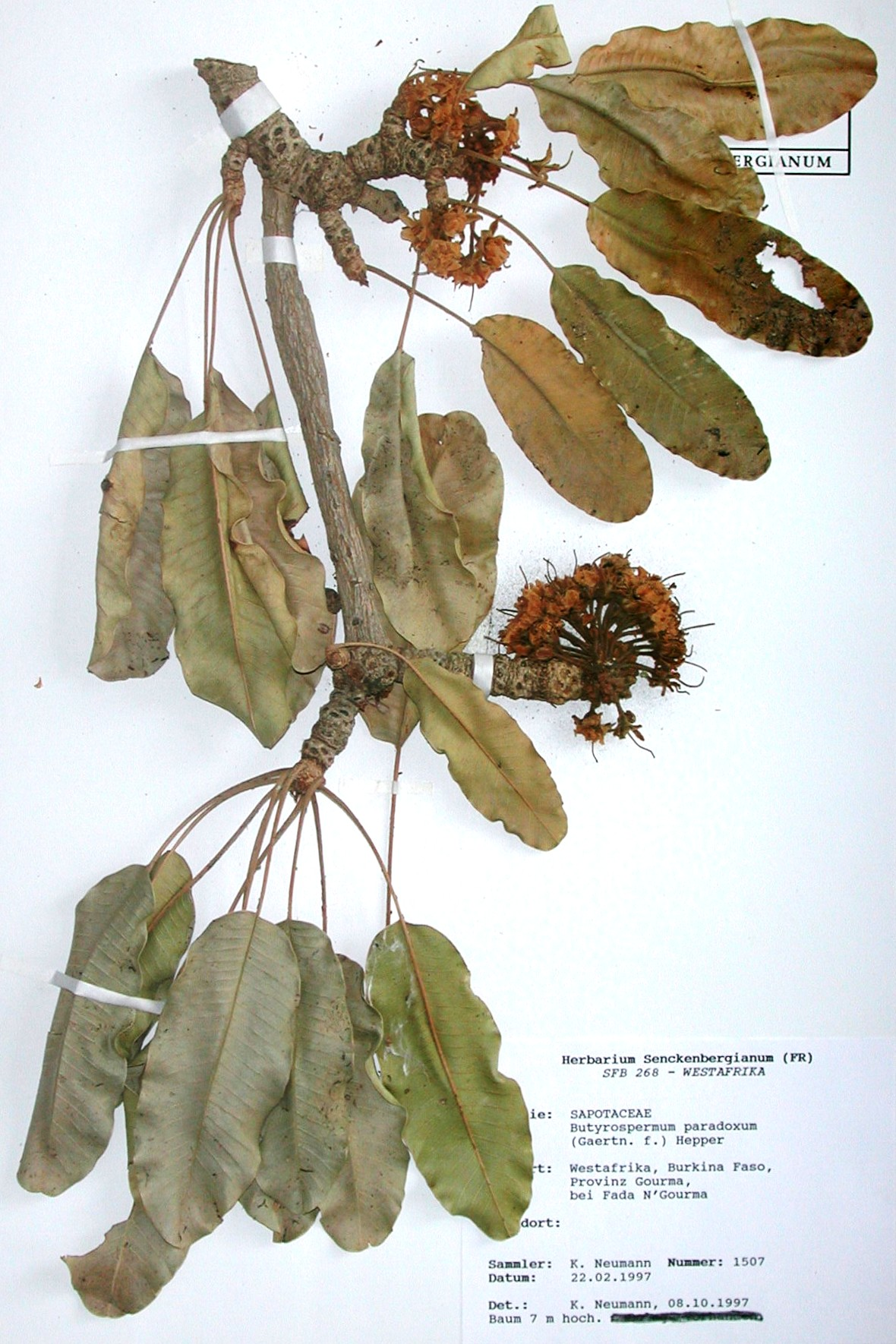
Tiêu bản Vitellaria paradoxa.

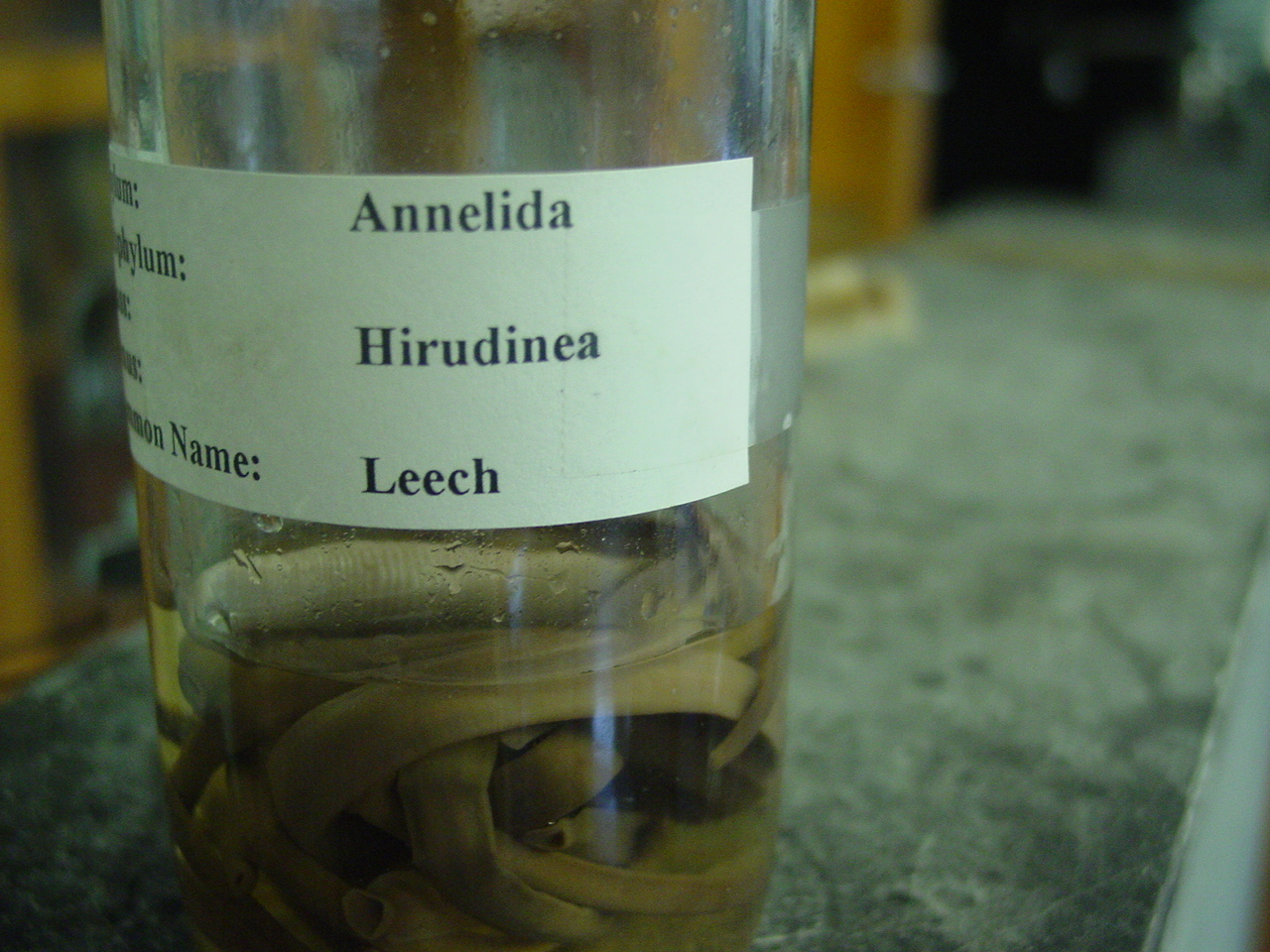
Lọ đựng tiêu bản đỉa.

Trong sinh học, tiêu bản là các mẫu động vật, thực vật, vi sinh vật được bảo tồn nguyên dạng dùng để nghiên cứu các đặc tính về loài đó...